# L'ora della verità (film 1952)
L'ora della verità (La minute de vérité) è un film del 1952 diretto da Jean Delannoy.

## Trama
Il dottor Pierre Richard è chiamato a soccorrere il giovane artista Daniel che ha appena tentato il suicidio. Prestandogli i primi soccorsi scopre una foto che ritrae il moribondo teneramente abbracciato a Madeleine sua moglie.
Una volta tornato a casa Pierre chiede dei chiarimenti alla moglie che ammette di aver fatto conoscenza del pittore 8 anni prima. Daniel ha cercato in tutti i modi di convincerla a lasciare il marito e sposarsi con lui ma lei alla fine ha deciso di rompere questa relazione.
L'ospedale chiama per informare Pierre che Daniel è morto durante la notte, questo evento tragico può diventare l'occasione per la rinascita dell'amore della coppia?

## Produzione
È il primo film interpretato da Jean Gabin sotto la direzione di Jean Delannoy e rappresenta il primo grande successo della seconda parte della sua carriera. I due personaggi maschili principali hanno il nome di due futuri attori del cinema francese: Pierre Richard e Daniel Prévost.
Trattandosi di una coproduzione franco-italiana, di questo film esistono due versioni. Solo per la versione italiana il ruolo del pittore è stato interpretato da Walter Chiari che nella versione francese si limita ad una breve apparizione.

## Accoglienza

### Critica
(Mario Gromo su La Stampa del 6 gennaio 1953)